# Terapeutiskt index
Ett terapeutiskt index är ett mått på hur brett ett läkemedels terapeutiska fönster är. Terapeutiskt index (TI) beräknas genom LD50 / ED50 = TI. Där ED50, eller effektiv dos, är den dos som ger ett terapeutiskt svar hos 50% av individerna i populationen och LD50, eller letal dos, den dos som dödar 50 procent av populationen. Ett läkemedel med högt terapeutiskt index är relativt säkert och ett läkemedel med lågt index kan behöva övervakas för att säkerställa läkemedlets effekt och att dosen inte ger ett toxiskt svar.

## Defintion enligt FASS Ordlista
"Den dos som måste ges för att läkemedlet ska ge effekt. Det finns en nedre koncentrationsgräns under vilken läkemedlet ej har effekt och en övre gräns över vilken högre koncentrationer av läkemedlet medför oacceptabelt höga biverkningar. Intervallet mellan den nedre och övre gränsen brukar kallas för läkemedlets terapeutiska fönster."